# PowerPC

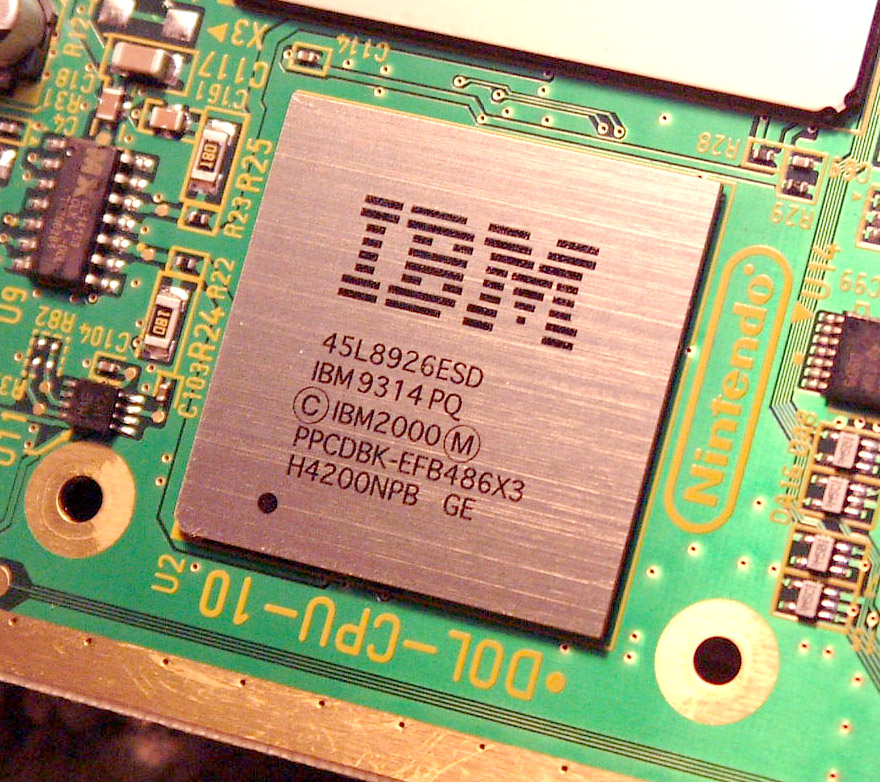
Processeur IBM PowerPC Gekko dans une GameCube Nintendo.

PowerPC, parfois abrégé PPC, est une gamme de microprocesseurs dérivée de l'architecture de processeur RISC POWER d'IBM, et développée conjointement par Apple, IBM et Freescale (anciennement Motorola Semiconducteurs). Le rétro-acronyme de PowerPC est Performance Optimization With Enhanced RISC Performance Computing. Depuis 2004, l'architecture est gérée par la fondation Power.org. À partir de 2019, la fondation Power est gérée par la Linux Foundation qui place le design et les jeux d’instructions sous licence Open Source.

## Utilisations
En micro-informatique, l'architecture PowerPC a surtout été utilisée dans les Macintosh d'Apple de 1994 à 2006 : Power Mac, PowerBook, iMac, iBook, eMac, Mac mini. Elle a aussi été utilisée dans les serveurs d'IBM. Plusieurs modèles de PowerPC se sont succédé dans les ordinateurs d'Apple : le PowerPC 601 a fait le premier son entrée, suivi des 603, 604, G3, G4 et du G5. Les AmigaOne, Pegasos, Efika et Sam440, quatre machines succédant aux Amiga d'origine, ont aussi été équipées de PowerPC G3, de G4 ou de produits dérivés.
Depuis juin 2005, Apple s'est tourné vers les processeurs x86 d'Intel. Selon Steve Jobs, IBM ne parvenait plus à produire des processeurs suffisamment performants et moins gourmands en énergie par rapport à la concurrence, notamment celle d'Intel. La transition PowerPC vers Intel a commencé début 2006 pour finir fin 2007. Selon d'autres sources officieuses, Steve Jobs a refusé de payer à IBM les frais de recherche technologique pour créer de nouveaux PowerPC[réf. nécessaire].
Les PowerPC sont aussi utilisés dans les consoles de jeux. En 1995, un PowerPC 602 a équipé un prototype de la console de jeu Pipp!n d'Apple. Il a ensuite été remplacé par un 603 cadencé à 66 MHz sur la version définitive. En effet le PowerPC 602 est surtout prévu pour les systèmes embarqués. Un PowerPC Gekko, dérivé du G3, est utilisé dans la console GameCube. Un dérivé de ce processeur, le Cell est utilisé dans la PlayStation 3.
Le PowerPC est enfin utilisé dans la Xbox 360 (Xenon), la Nintendo Wii (Broadway (microprocesseur) (en)) et la Nintendo Wii U (Espresso (microprocesseur)).

## Performances
La micro-architecture des PowerPC privilégie la superscalarité au pipelining.

## Systèmes d'exploitation
- Apple Mac OS 7.1.2 à Mac OS X 10.5.
- GNU+Linux
  - Crux PPC
  - Debian, architecture supportée depuis la version 11 [5]
  - Fedora
  - Gentoo Linux
  - OpenSUSE, Il existe également une version Cell pour les PS3.
  - Red Hat Enterprise Linux
  - Slackintosh
  - Ubuntu, supporte les Cell/PS3.
  - Yellow Dog Linux
- NetBSD
- FreeBSD
- OpenBSD
- Windows NT 3.51 et 4.0, abandonné en raison du manque de programmes.
- ReactOS
- AmigaOS 4.x
- MorphOS
- IBM AIX
- OpenSolaris

Embarqués :
- LiveDevices RTA-OSEK
- Microware OS-9
- MontaVista Linux
- QNX
- LynxOS
- VxWorks
- eCos
- BlueCat, Linux embarqué de LynuxWorks
- OSE (acronyme d'Operating System Embedded) d'ENEA
- Integrity
- PikeOS de SysGo